# Campionati europei di nuoto 2012 - 50 metri dorso maschili
La gara dei 50 metri dorso maschili degli Europei 2012 si è svolta il 23 e 24 maggio 2012 e vi hanno partecipato 43 atleti. Le batterie e le semifinali si sono svolte il 23 e la finale nel pomeriggio del giorno successivo.

## Podio
| Pos.    | Atleta                                  | Nazione                  |
| ------- | --------------------------------------- | ------------------------ |
| Oro     | Jonatan Kopelev                         | Israele                  |
| Argento | Mirco Di Tora                           | Italia                   |
| Bronzo  | Guy Barnea Richárd Bochus Dorian Gandin | Israele Ungheria Francia |

## Record
Prima della manifestazione il record del mondo (RM), il record europeo (EU) e il record dei campionati (RC) erano i seguenti.
| Record mondiale       | 24"04 | Liam Tancock    | 2 agosto 2009 Roma      |
| Record europeo        | 24"04 | Liam Tancock    | 2 agosto 2009 Roma      |
| Record dei campionati | 24"07 | Camille Lacourt | 12 agosto 2010 Budapest |

## Risultati

### Batterie
| Pos. | Atleta                    | Nazionalità | Tempo | Batteria | Corsia | Note |
| ---- | ------------------------- | ----------- | ----- | -------- | ------ | ---- |
| 1    | Mirco Di Tora             | Italia      | 25"18 | 6        | 3      | Q    |
| 2    | Jonatan Kopelev           | Israele     | 25"24 | 6        | 5      | Q    |
| 3    | Dorian Gandin             | Francia     | 25"40 | 6        | 6      | Q    |
| 4    | Guy Barnea                | Israele     | 25"44 | 6        | 4      | Q    |
| 5    | Aristeidis Grigoriadis    | Grecia      | 25"46 | 4        | 5      | Q    |
| 6    | Pavel Sankovič            | Bielorussia | 25"49 | 6        | 2      | Q    |
| 7    | Christian Diener          | Germania    | 25"52 | 4        | 7      | Q    |
| 8    | Stefano Mauro Pizzamiglio | Italia      | 25"59 | 5        | 3      | Q    |
| 9    | Helge Meeuw               | Germania    | 25"62 | 5        | 4      | Q    |
| 10   | Lavrans Solli             | Norvegia    | 25"67 | 5        | 7      | Q    |
| 11   | Richárd Bohus             | Ungheria    | 25"68 | 5        | 6      | Q    |
| 12   | Juan Miguel Rando Galvez  | Spagna      | 25"71 | 4        | 3      | Q    |
| 13   | Vitaly Borisov            | Russia      | 25"78 | 5        | 5      | Q    |
| 14   | David Gamburg             | Israele     | 25"86 | 6        | 1      |      |
| 15   | Karl Burdis               | Irlanda     | 25"87 | 4        | 6      | Q    |
| 16   | Alexis Manacas Santos     | Portogallo  | 25"88 | 5        | 8      | Q    |
| 17   | Flori Lang                | Svizzera    | 25"94 | 4        | 4      | Q    |
| 18   | Matteo Milli              | Italia      | 25"99 | 6        | 7      |      |
| 19   | Sebastiano Ranfagni       | Italia      | 26"06 | 5        | 2      |      |
| 20   | Jonathan Massacand        | Svizzera    | 26"13 | 3        | 6      |      |
| 21   | Jakub Jasiński            | Polonia     | 26"24 | 3        | 4      |      |
| 22   | Martin Zhelev             | Bulgaria    | 26"26 | 3        | 2      |      |
| 23   | Olexandr Isakov           | Ucraina     | 26"30 | 4        | 1      |      |
| 24   | Martin Baďura             | Rep. Ceca   | 26"31 | 2        | 5      |      |
| 25   | Ádám Szilágyi             | Ungheria    | 26"32 | 3        | 5      |      |
| 25   | Gábor Balog               | Ungheria    | 26"32 | 6        | 8      |      |
| 27   | Itai Chammha              | Israele     | 26"34 | 1        | 4      |      |
| 28   | Andres Olvik              | Estonia     | 26"41 | 4        | 2      |      |
| 29   | Mikhail Zvyagin           | Russia      | 26"43 | 2        | 6      |      |
| 30   | Konstantīns Blohins       | Lettonia    | 26"47 | 2        | 3      |      |
| 31   | Roko Šimunić              | Croazia     | 26"48 | 5        | 1      |      |
| 32   | Matas Andriekus           | Lituania    | 26"51 | 3        | 8      |      |
| 33   | Pavels Vilcans            | Lettonia    | 26"61 | 2        | 7      |      |
| 34   | Saša Gerbec               | Croazia     | 26"63 | 3        | 1      |      |
| 35   | Mateusz Wysoczynski       | Polonia     | 26"64 | 4        | 8      |      |
| 36   | Dominik Dür               | Austria     | 26"69 | 2        | 4      |      |
| 37   | Justinas Bilis            | Lituania    | 26"98 | 2        | 8      |      |
| 38   | Jean-François Schneiders  | Lussemburgo | 27"00 | 2        | 2      |      |
| 39   | Petar Petrović            | Serbia      | 27"04 | 1        | 5      |      |
| 39   | Mindaugas Sadauskas       | Lituania    | 27"04 | 3        | 3      |      |
| 41   | Lukas Räuftlin            | Svizzera    | 27"22 | 2        | 1      |      |
| 42   | Péter Bernek              | Ungheria    | 28"34 | 3        | 7      |      |
| 43   | Ari-Pekka Liukkonen       | Finlandia   | 28"53 | 1        | 3      |      |

### Semifinali
| Pos. | Atleta                    | Nazionalità | Tempo | Batteria | Corsia | Note |
| ---- | ------------------------- | ----------- | ----- | -------- | ------ | ---- |
| 1    | Jonatan Kopelev           | Israele     | 24"98 | 1        | 4      | Q    |
| 2    | Mirco Di Tora             | Italia      | 25"23 | 2        | 4      | Q    |
| 3    | Guy Barnea                | Israele     | 25"29 | 1        | 5      | Q    |
| 3    | Aristeidis Grigoriadis    | Grecia      | 25"29 | 2        | 3      | Q    |
| 5    | Richárd Bohus             | Ungheria    | 25"36 | 2        | 7      | Q    |
| 5    | Pavel Sankovič            | Bielorussia | 25"36 | 1        | 3      | Q    |
| 7    | Dorian Gandin             | Francia     | 25"39 | 2        | 5      | Q    |
| 8    | Lavrans Solli             | Norvegia    | 25"40 | 1        | 2      | Q    |
| 9    | Christian Diener          | Germania    | 25"51 | 2        | 6      |      |
| 10   | Stefano Mauro Pizzamiglio | Italia      | 25"54 | 1        | 6      |      |
| 11   | Vitaly Borisov            | Russia      | 25"70 | 2        | 1      |      |
| 12   | Flori Lang                | Svizzera    | 25"75 | 1        | 8      |      |
| 13   | Karl Burdis               | Irlanda     | 25"78 | 1        | 1      |      |
| 13   | Helge Meeuw               | Germania    | 25"78 | 2        | 2      |      |
| 15   | Juan Miguel Rando Galvez  | Spagna      | 25"88 | 1        | 7      |      |
| 16   | Alexis Manacas Santos     | Portogallo  | 26"01 | 2        | 8      |      |

### Finale
| Pos.    | Atleta                 | Nazionalità | Tempo | Corsia | Note |
| ------- | ---------------------- | ----------- | ----- | ------ | ---- |
| Oro     | Jonatan Kopelev        | Israele     | 24"73 | 4      |      |
| Argento | Mirco Di Tora          | Italia      | 24"95 | 5      |      |
| Bronzo  | Guy Barnea             | Israele     | 25"14 | 3      |      |
| Bronzo  | Richárd Bohus          | Ungheria    | 25"14 | 7      |      |
| Bronzo  | Dorian Gandin          | Francia     | 25"14 | 1      |      |
| 6       | Pavel Sankovič         | Bielorussia | 25"25 | 2      |      |
| 7       | Lavrans Solli          | Norvegia    | 25"28 | 8      |      |
| 8       | Aristeidis Grigoriadis | Grecia      | 25"46 | 6      |      |